# 邱文彥
邱文彥（1953年7月17日—），臺灣海洋環境保護學者，屏東縣內埔鄉客家人。現任考試委員、國立臺灣海洋大學教授，從事海洋政策、海洋治理、濕地保育等相關領域研究，曾擔任行政院環境保護署副署長。

## 生平
畢業於國立成功大學都市計畫系、國立中興大學法商學院（今國立台北大學）都市計畫碩士，考取公費留學首屆「環境保護法學門」，留學美國賓夕法尼亞大學攻讀都市與區域規劃研究碩、博士學位。曾先後任教於國立中山大學海洋環境及工程學系、國立臺灣海洋大學海洋事務與資源管理研究所。

1994年起，代表臺灣出席亞太經濟合作組織（APEC）海洋資源保育工作小組會議，負責編輯《APEC海洋資源保育及漁業聯合特刊》（APEC Bulletin on Marine Resource Conservation and Fisheries）。1995年起，擔任行政院環境保護署環境影響評估專案小組委員，審查海岸地區重大開發案件。長期推動海洋教育及環境政策，催生環境教育法，並推動左營洲仔濕地、東沙海洋公園等多項計畫。

具環保團體背景，曾任中華民國濕地保護聯盟理事長、海洋台灣文教基金會執行長、海洋污染防治協會理事長和鯨豚保育協會理事。 專長於環境教育、環境規劃與管理、海洋政策、海岸管理、都市與區域計畫、自然保育、濕地保護、海洋文化資產、海洋資源保育事務。 興趣廣泛，愛好攝影與素描。主張環境倫理建構在生態環境永續經營基礎，從山到海應有全盤的國土規劃，海岸法、海洋法、濕地保護法和溫室氣體減量工作都應合理推動。
曾於環評中致力保留阿塱壹古道、海岸、自然景觀與文化價值。

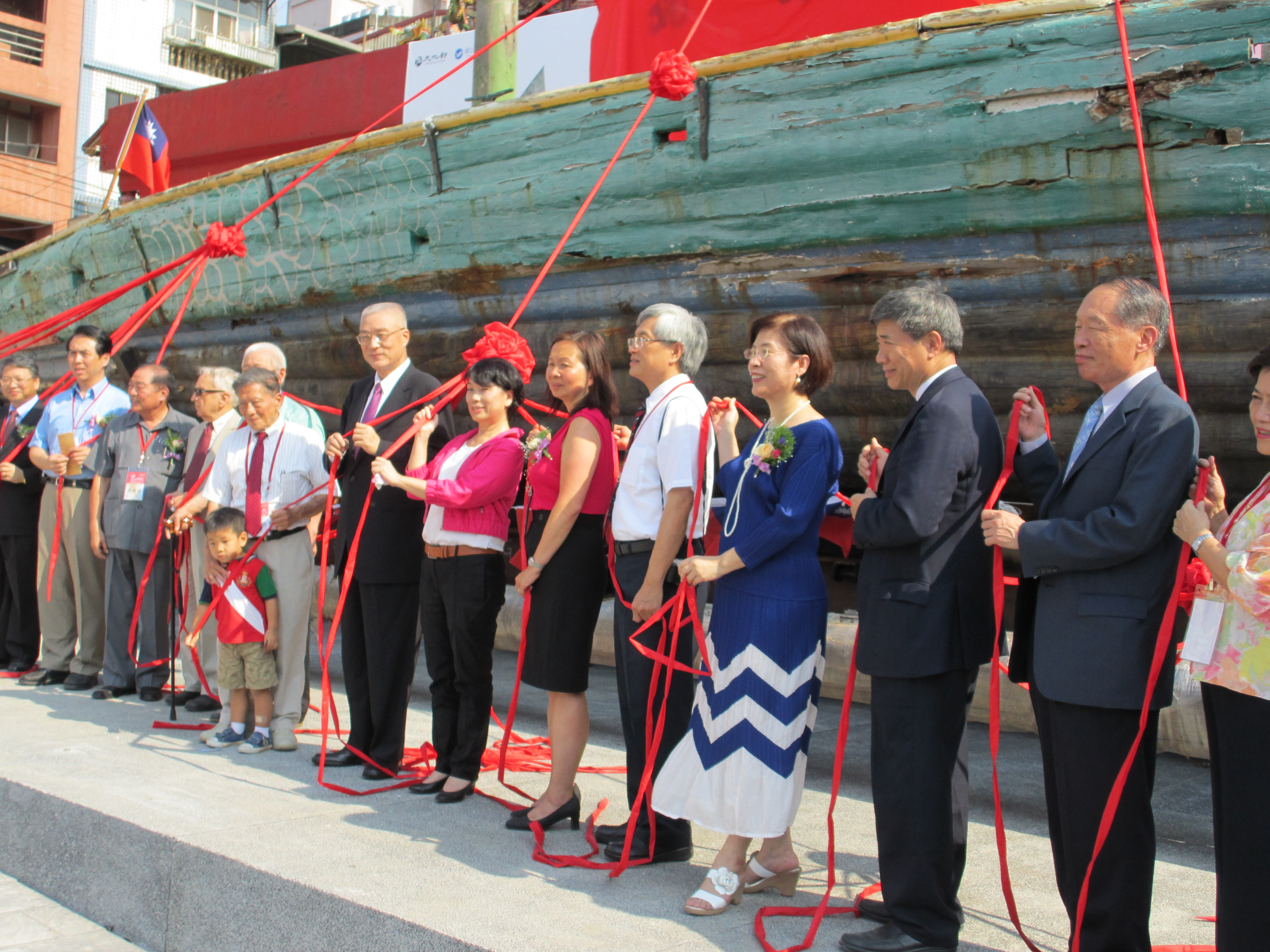
自由中國號木船回台典禮

身為海洋學者，起草諸多海洋藍圖，1996年「海洋國家的願景」、2000年「海洋事務部籌設構想書、2001年「海洋白皮書」、 2006年「海洋政策白皮書」、2007年「海洋教育白皮書」、2008年「藍色革命、海洋興國」政策，以及2012年「黃金十年、國家願景」有關海洋與濕地的保護策略等；與黃煌雄主辦過3屆「海洋與台灣研討會」。 並曾參與營救自由中國號行動
。

2008年8月被任命為行政院環境保護署副署長。2011年11月中國國民黨提名其為2012年中華民國立法委員選舉不分區立法委員，排名第5位。於2015年6月10日成立的立法院「中華民國與德國國會議員友好協會」，邱文彥為首位會長。 2015年獲成功大學104年度校友傑出成就獎，2016年獲頒2016景觀終身貢獻獎(公務領域)，以及中華民國海洋及水下技術協會「105年度海下技術獎章」。

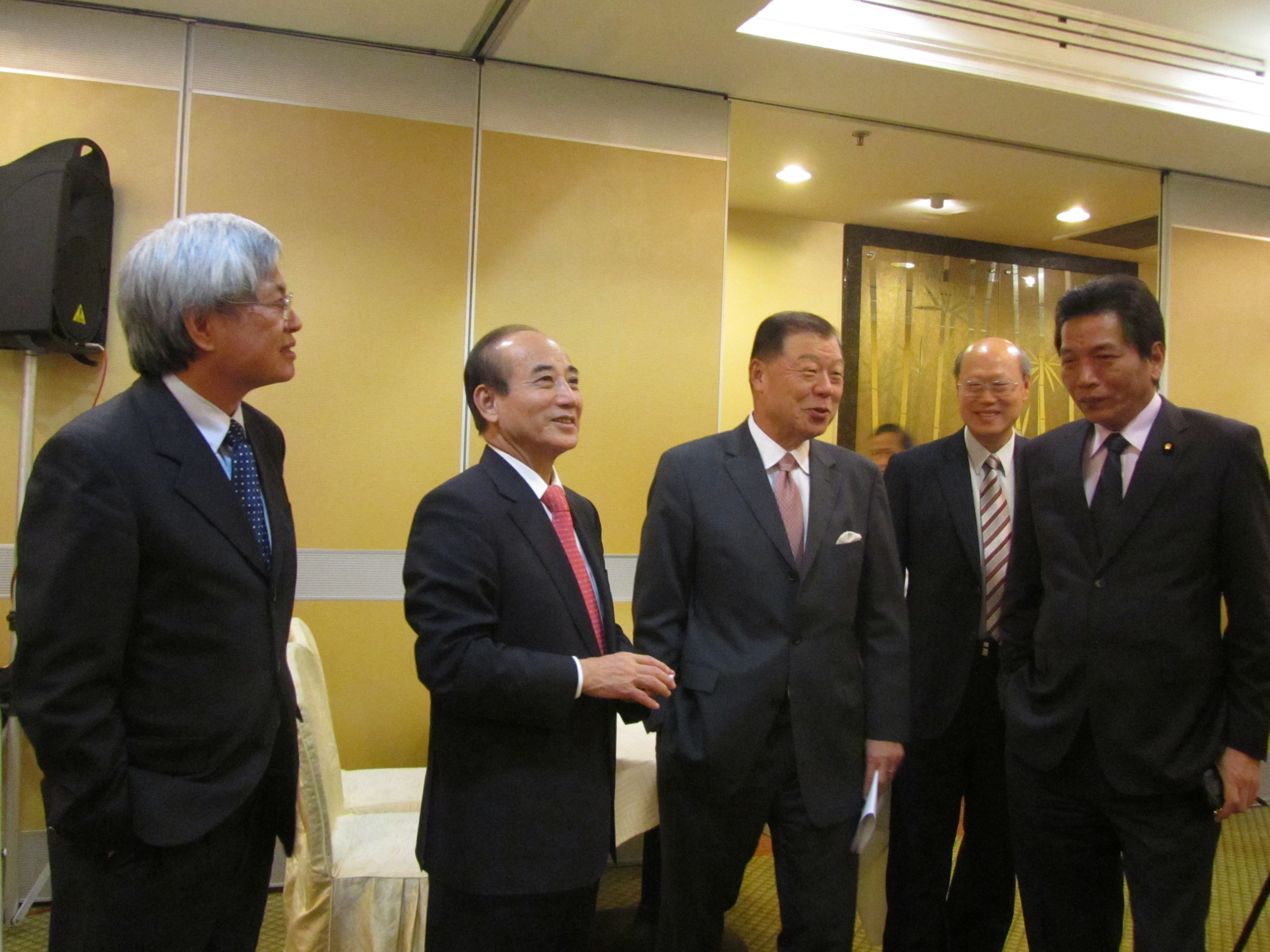
立法委員進行國會外交

2024年5月31日，接受賴清德政府提名為考試委員人選，國民黨要求邱文彥需依照〈國民黨黨章〉相關規定，事先赴黨部說明接受非國民黨籍執政者延攬提名的理由，同年12月17日獲立法院112票同意通過。

## 軼事
邱文彥就讀成大期間，曾擔任美術社社長，並修習郭柏川教授之素描、馬電飛教授之水彩、蔡茂松教授之國畫及王家誠教授之設計等課程，曾獲南部「七縣市水墨寫生比賽」大專組及社會組第一名，作品收藏於台南市社教館，並曾獲全國後備軍人「青溪文藝獎」國畫類首獎「金環獎」。 部分原子筆畫作收錄於 《邱文彥行旅隨筆》 。

## 選舉紀錄
| 年度 | 選舉屆數           | 選舉區                                 | 所屬政黨   | 得票數    | 得票率 | 當選標記 | 備註     |
| ---- | ------------------ | -------------------------------------- | ---------- | --------- | ------ | -------- | -------- |
| 2012 | 第八屆立法委員選舉 | 全國不分區及僑居國外國民立法委員選舉區 | 中國國民黨 | 5,863,279 | 44.55% |          | 排名第五 |

## 外部連結
.   [2015-06-20]. （原始内容存档于2017-02-07）.

.   [2015-12-10]. （原始内容存档于2015-11-30）.

.   [2015-07-11]. （原始内容存档于2015-07-12）.

.   [2017-02-17]. （原始内容存档于2017-02-16）.

.   [2017-02-17]. （原始内容存档于2017-02-16）.